# أنتوني هيجارتي
أنتوني هيجارتي (بالإنجليزية: Anthony Hegarty)‏ هو لاعب اتحاد الرغبي أسترالي، ولد في 11 مايو 1987 في كانبرا في أستراليا.

## وصلات خارجية
- أنتوني هيجارتي على موقع ItsRugby.co.uk (الإنجليزية)